# Bílá u Českého Dubu
Bílá (deutsch Bilai) ist eine Gemeinde in Tschechien. Sie liegt drei Kilometer östlich von Český Dub und gehört zum Okres Liberec.

## Geographie
Bílá befindet sich südlich des Jeschkengebirges im Hügelland Ralská pahorkatina, in der Quellmulde eines Zuflusses zur Oharka. Östlich erhebt sich der Höhenzug Chlum (400 m).
Nachbarorte sind Písky, Pokličko und Luhov im Norden, Bystrá und Bohdánkov im Nordosten, Petrašovice, Hodkovice nad Mohelkou und Citeř im Osten, Kohoutovice und Vesec im Südosten, Dehtáry und Chvalčovice im Süden, Hradčany und Brousky im Südwesten, Sobotice, Český Dub und Malý Dub im Westen sowie Klebrda, Starý Dub, Hoření Starý Dub, Polsko und Domaslavice im Nordwesten.

## Geschichte
Archäologische Funde belegen eine frühzeitliche Besiedlung des Gebiets. in Petrašov wurden steinerne Werkzeuge aus dem 3. Jahrtausend v. Chr. gefunden und Keramikfunde in Klamorna, Chvalčovice und Letařovice lassen sich ins 2. bzw. 1. Jahrtausend v. Chr. datieren. Auf dem Hügel Slavíkov (380 m) bei Klamorna befand sich eine slawische Burgstätte.
Die erste schriftliche Erwähnung der Kirche in Letařovice erfolgte 1363.
1537 wurde Bílá als kleine landwirtschaftliche Ansiedlung genannt und Petrašovice ist seit 1538 urkundlich belegbar. Die Ersterwähnungen von Luhov und Domaslavice stammen aus dem Jahre 1540. Im Urbar der Herrschaft Český Dub von 1590 sind die Dörfer Vlčetín, Luhov, Bohdánkov, Petrašovice, Kohoutovice, Vesec, Kocourov, Bílá, Dehtáry, Chvalčovice, Hradčany, Trávníček und Letařovice aufgeführt.
Nach der Aufhebung der Patrimonialherrschaften bildete Běla / Billai mit dem Ortsteil Píska ab 1850 eine Gemeinde im Bezirk Turnov. Seit 1920 lautet der tschechische Gemeindename Bílá. 1930 hatte die tschechisch besiedelte Gemeinde 300 Einwohner.
Nach dem Münchner Abkommen wurde Bilai 1938 dem Deutschen Reich zugeschlagen und gehörte bis 1945 zum Landkreis Reichenberg. 1939 lebten in Bilai 264 Menschen. Nach dem Ende des Zweiten Weltkrieges kam das Dorf zur Tschechoslowakei zurück und wurde wieder dem Okres Turnov zugeordnet.
1961 wurde Vlčetín (mit Domaslavice und Luhov) eingemeindet, zugleich wurde die Gemeinde Bílá dem Okres Liberec zugewiesen. 1980 erfolgte dann die Eingemeindung von Hradčany (mit Chvalčovice, Dehtáry, Letařovice, Trávníček und Klamorna) und Petrašovice (mit Bohdánkov, Vesec und Kocourov). Bílá hat bis heute seinen landwirtschaftlichen Charakter gewahrt.

## Gemeindegliederung
Die Gemeinde Bílá besteht aus den Ortsteilen Bílá (Bilai), Bohdánkov (Bohdanken, auch Bohdankow), Chvalčovice (Chwaltschowitz), Dehtáry (Dechtar), Domaslavice (Niederdomaslowitz), Hradčany (Ratschen), Klamorna, Kocourov (Kozaurow), Kohoutovice (Kohoutowitz), Letařovice (Letarschowitz), Petrašovice (Potrosowitz), Trávníček (Trawnitschek), Vesec (Wesetz) und Vlčetín (Wlcetin). Grundsiedlungseinheiten sind Bílá, Bohdánkov, Chvalčovice, Dehtáry, Domaslavice, Hradčany Kohoutovice, Letařovice, Petrašovice, Trávníček, Vesec und Vlčetín. Zu Bílá gehören außerdem die Einschichten Horní Vlčetín (Ober Wlcetin), Luhov (Luhow), Písky (Am Sand), Poklička und Polsko.
Das Gemeindegebiet gliedert sich in die Katastralbezirke Bílá u Českého Dubu, Hradčany u Českého Dubu, Chvalčovice, Petrašovice und Vlčetín u Bílé.

## Sehenswürdigkeiten
- Filialkirche Jakobus des Älteren in Letařovice; der seit 1363 nachweisbare gotische Bau wurde 1695 barock umgestaltet. 1722 wurde die Holzdecke mit 60 Bildtafeln gestaltet, die das Leben des Apostels darstellen.[6] 1733–1734 erfolgte der Anbau des Glockenturmes. Im März 2007 wurde die Kirche ausgeraubt und der vergoldete Altarschmuck sowie ein Teil der Kanzel entwendet. Zur Kirche gehört ein Beinhaus mit einem Altar aus menschlichen Knochen.
- sandsteinernes Kruzifix am Friedhof in Bílá
- Statue der Immaculata in Bohdánkov
- Totenhalle auf dem Friedhof von Bílá
- Kapelle in Bohdánkov
- Kapelle des hl. Johannes von Nepomuk am Wegekreuz in Domaslavice, 2007 erfolgte die Umsetzung des Bauwerks mittels Kran
- Kapelle in Vlčetín
- Kapelle in Chvalčovice
- gezimmerte Chaluppen in Volksbauweise

## Persönlichkeiten
- Der Dichter Fráňa Šrámek besuchte öfters Petrašovice, wo er erfolgreich um die Hand der Lehrerstochter warb.
- Luhov ist der Handlungsort des Romanes Nemodlenec von Karolína Světlá.